# August Heinrich Bruinier
August Heinrich Bruinier (* 7. Mai 1897 in Zweibrücken; † 24. April 1970 in München) war ein deutscher Geiger und Violinpädagoge niederländischer Abstammung.

## Leben
Bruinier wurde als Sohn des niederländischen, in Deutschland lebenden Geschäftsmanns Jan Berend Hendrik Bruinier (1863–1934) und seiner Frau Sophie Wagner (* 1867) geboren. Die Eltern waren musikalisch sehr interessiert und von seinen fünf Geschwistern wurden zwei ebenfalls Musiker, Julius Ansco und Franz Bruinier. Sein Onkel war der Germanist Johannes Weijgardus Bruinier (1867–1939).
Bruinier besuchte von 1904 bis 1907 das Realgymnasium in Biebrich und von 1907 bis 1913 die Oberrealschule in Berlin-Steglitz.
Seine musikalische Ausbildung begann 1912 bis 1914 bei dem Geiger Adalbert Gülzow. Von 1914 bis 1917 besuchte er die Berliner Hochschule für Musik. 1917 bis 1918 arbeitete er als Geiger im Amsterdamer Concertgebouw-Orchester. Von 1918 bis 1920 setzte er seine Ausbildung an der Hochschule bei Karl Klingler fort, die er 1920 bis 1921 privat bei Willy Heß und Gabriele Wietrowetz abschloss.
1923 bis 1925 war er Konzertmeister des Akademischen Orchesters Berlin und gab bereits Violinunterricht. In der Gesellschaft für moderne Musikaufführungen in Berlin, die Othmar Steinbauer und Max Deutsch – nach Vorbild des Wiener Vereins für musikalische Privataufführungen – initiiert hatten, war er 1922 bis 1923 Primarius des Hausquartetts. Bruinier war Mitglied des Altdeutschen Kammerquartetts (mit Bruno Henze). 1928 bis 1937 arbeitete Bruinier als Konzertmeister für die Tobis-Filmgesellschaft, ab 1937 war er in gleicher Position im Theater am Nollendorfplatz tätig. 1943 bis 1963 unterrichtete er Violine an der Braunschweigischen Staatsmusikschule. 1951 bis 1961 hielt er sommerliche Kammermusikkurse für die Jeunesses musicales auf Schloss Weikersheim ab. Ab 1963 lebte er in München.
Bruinier war verheiratet mit Hertha Steinborn und hatte ein Kind.

## Kammermusik-Ensembles
- Brüder Bruiner: August trat zusammen mit seinem Bruder, dem Pianisten Franz, als Duo auf.
- Bruinier-Trio: „Ich hatte damals mit meinen Brüdern Franz und Julius ein Klaviertrio. Wir waren das erste im Rundfunkhaus in der Potsdamer Strasse spielende Trio. […] Mit dem Tode meines Bruders Franz war das alles vorbei und ich widmete mich ganz dem Quartett.“[9]
- Bruinier-Quartett: 1922 fanden sich die Musiker des Bruinier-Quartetts zusammen. Mitglieder waren, neben dem Primarius (1. Geiger) Bruinier, zunächst Margarethe Schmidt-Laipa (bis 1927), später Fritz Wehmeyer (1906–1973) (2. Geige), an der Bratsche von 1927 bis 1937 Karla Höcker, gefolgt von Karl Reitz und am Violoncello Hans Chemin-Petit, Paul Blumenfeld (1929 bis 1932) sowie Karl Dechert. 1944 musste das Quartett kriegsbedingt aufgelöst werden, 1949 gründete Bruinier ein neues Quartett.

1932 veranstaltete das Quartett ein Preisausschreiben. Preisträger war ein einsätziges Streichquartett von Heinz Pauels.

## Werke
- Liedvertonungen
- Die Kunst der geigerischen Übung. Mainz: Schott 1971. ISBN 3-7957-1019-7

## Tondokumente
Um 1925 Aufnahmen mit seinem Bruder Franz für das Kaufhauslabel Star-Record. Mit dem Bruinier-Quartett 1928 Weihnachtslieder auf Tri-Ergon, schließlich im Januar 1931 einzelne Sätze aus Quartetten von Wolfgang Amadeus Mozart und Franz Schubert für Ultraphon. Dazu unveröffentlichte Rundfunkaufnahmen; hier sind insbesondere die Aufnahmen beim Königsberger Rundfunk aus dem Jahre 1933 zu nennen, für den das Bruinier-Quartett die gesamte Quartettliteratur von Dittersdorf bis zur  Moderne aufnahm.